# Ludwig Fürholzer
Ludwig Fürholzer (* 22. September 1883 in Cham; † nach 9. November 1937) war ein deutscher Offizier und SA-Funktionär, zuletzt im Rang eines SA-Brigadeführers.

## Leben
Sohn des Apothekers Ludwig Fürholzer (* 24. August 1853 in Weisingen, Lks. Dillingen, Schwaben) und der Majorstochter Maria Anna, geb. Staubwasser (* 2. April 1862) aus München (Oberbayern). 1914 wirkte er als Oberleutnant im Königlich Bayerischen 1. Fußartillerie-Regiment „vakant Bothmer“. Nach dem Ersten Weltkrieg schied Fürholzer als Major aus der bayerischen Armee aus. Als persönlicher Freund von Ernst Röhm betätigte er sich in den frühen 1920er Jahren in der paramilitärischen Vereinigung Reichskriegsflagge, mit der er im November 1923 am Hitler-Putsch teilnahm.
Ende der 1920er Jahre ist Fürholzer als Adjutant von Rudolf Kanzler in der Führung der Organisation ORKA nachweisbar. Zum 1. August 1930 trat er der NSDAP bei (Mitgliedsnummer 274.522).
Von 1931 bis 1933 amtierte Fürholzer als Führer der SA-Untergruppe Schwaben. Nachdem er den Spannungen zwischen SS und SA in seinem Zuständigkeitsbereich nach Auffassung des SS-Gruppenführers Friedrich Karl von Eberstein nicht in angemessener Weise entgegengetreten war, wurde er 1933 von seinem Posten abgesetzt und zum Innendienst in den Stab von Ernst Röhm versetzt.
Seinen höchsten Rang in der SA erreichte Fürholzer am 9. November 1937 mit der Beförderung zum Brigadeführer.